# Still Searching
Albums de Senses Fail
Let It Enfold You
(2004) Life Is Not a Waiting Room
(2008)
Singles
Still Searching est le deuxième album du groupe Senses Fail. Il est sorti le 10 octobre 2006.
Une version de luxe de l'album a été publié, contenant un DVD avec le making of de l'album et des chansons bonus. 
Le 13 novembre 2007, Vagrant Records a publié une nouvelle édition deluxe de l'album contenantsix titres bonus et un DVD. 
Les pistes bonus comprennent deux nouvelles chansons indétites, trois b-sides et une reprise de The Cranberries. 
Le DVD contient plus d'une heure de vidéos prises lors leur tournée à l'automne 2006.
Il s'agit de la dernière participation à un album studio de Mike Glita, bassiste.

## Pistes
1. The Rapture - 1:57
2. Bonecrusher - 2:33
3. Sick Or Sane (Fifty For A Twenty) - 2:45
4. Can't Be Saved - 3:07
5. Calling All Cars - 3:23
6. Shark Attack - 2:54
7. Still Searching - 4:18
8. To All The Crowded Rooms - 3:05
9. Lost And Found - 3:50
10. Every Day Is A Struggle - 3:04
11. All The Best Cowboys Have Daddy Issues - 4:05
12. Negative Space - 1:22
13. The Priest and the Matador - 4:21

Edition Deluxe Bonus Tracks
1. Battle Hymn - 3:43
2. Champagne - 3:23
3. Stretch Your Legs To Coffin Length - 3:02
4. Mason’s Revenge - 4:26
5. Cinco De Mayo - 2:58
6. Salvation (The Cranberries) - 2:19

iTunes Bonus Track
1. Stretch Your Legs To Coffin Length - 3:02

Best Buy Bonus Tracks
1. Can't Be Saved (Acoustique) - 3:07
2. Calling All Cars (Acoustique) - 3:28
3. Lost And Found (Acoustique) - 3:51

Bonus Tracks (Target)
1. Cinco De Mayo - 3:02
2. Lady In A Blue Dress (Live) - 3:20

Clips
- Can't Be Saved
- Calling All Cars
- The Priest And The Matador

## Membres
- Buddy Nielsen : Chant
- Garrett Zablocki : Guitare solo, guitare rythmique, chant
- Dan Trapp : Batterie, percussion
- Heath Saraceno : Guitare solo, guitare rythmique, chant
- Mike Glita : Guitare basse, chant